# Censo salvadoreño de 2007
El VI Censo de Población y V de Vivienda 2007 de El Salvador fue una enumeración de la población salvadoreña así como de sus viviendas. Fue el sexto censo nacional de población y quinto de vivienda. Se llevó a cabo en todo el territorio de El Salvador por la Dirección General de Estadística y Censos (DIGESTYC) entre el 12 de mayo y el 27 de mayo de 2007.
El Ministerio de Economía a través de la Dirección General de Estadística y Censos, realizará los Censos VI  de Población y V de Vivienda 2007 del 12 al 27 de mayo.
La ejecución de este proyecto implica la mayor movilización civil en tiempos de paz, dado que al momento del empadronamiento se empleará un promedio de 18,000 personas.
El VI Censo de Población y V de Vivienda  se realizará bajo  el concepto “de Jure o Derecho” que implica enumerar a la persona en el lugar que tiene como residencia habitual; dado que considera los resultados del Censo como más representativos y de utilización adecuada para la elaboración de los planes y programas de desarrollo económico y social.
Con los Censos VI  de Población y V de Vivienda, se actualizarán los principales indicadores sociodemográficos del país, con el objeto de satisfacer las necesidades de los diversos usuarios de la sociedad; constituyendo la fuente de información estadística más completa en cuanto a la desagregación sobre el cual se apoya el conocimiento de la realidad nacional del país.
| Puesto | Departamento | Población 2007 | Población 1992 | Cambio  | Porcentaje |
| ------ | ------------ | -------------- | -------------- | ------- | ---------- |
| 1      | San Salvador | 1,567,156      | 1,512,125      | 55,031  | 3.6%       |
| 2      | La Libertad  | 660,652        | 513,866        | 146,786 | 28.6%      |
| 3      | Santa Ana    | 523,655        | 458,587        | 65,068  | 14.2%      |
| 4      | Sonsonate    | 438,960        | 360,183        | 78,777  | 21.9%      |
| 5      | San Miguel   | 434,003        | 403,411        | 30,592  | 7.6%       |
| 6      | Usulután     | 344,235        | 310,362        | 33,873  | 10.9%      |
| 7      | Ahuachapán   | 319,503        | 261,188        | 58,315  | 22.3%      |
| 8      | La Paz       | 308,087        | 245,915        | 62,172  | 25.3%      |
| 9      | La Unión     | 238,217        | 255,565        | -17,348 | -6.8%      |
| 10     | Cuscatlán    | 231,480        | 178,502        | 52,978  | 29.7%      |
| 11     | Chalatenango | 192,788        | 177,320        | 15,468  | 8.7%       |
| 12     | Morazán      | 174,406        | 160,146        | 14,260  | 8.9%       |
| 13     | San Vicente  | 161,645        | 143,003        | 18,642  | 13.0%      |
| 14     | Cabañas      | 149,326        | 138,426        | 10,900  | 7.9%       |
|        | El Salvador  | 5,744,113      | 5,118,599      | 625,514 | 12.2%      |